# Dracula diabola
Dracula diabola es una especie de orquídea epifita originaria de un solo valle del Departamento de Boyacá, al nordeste de Bogotá, Colombia.

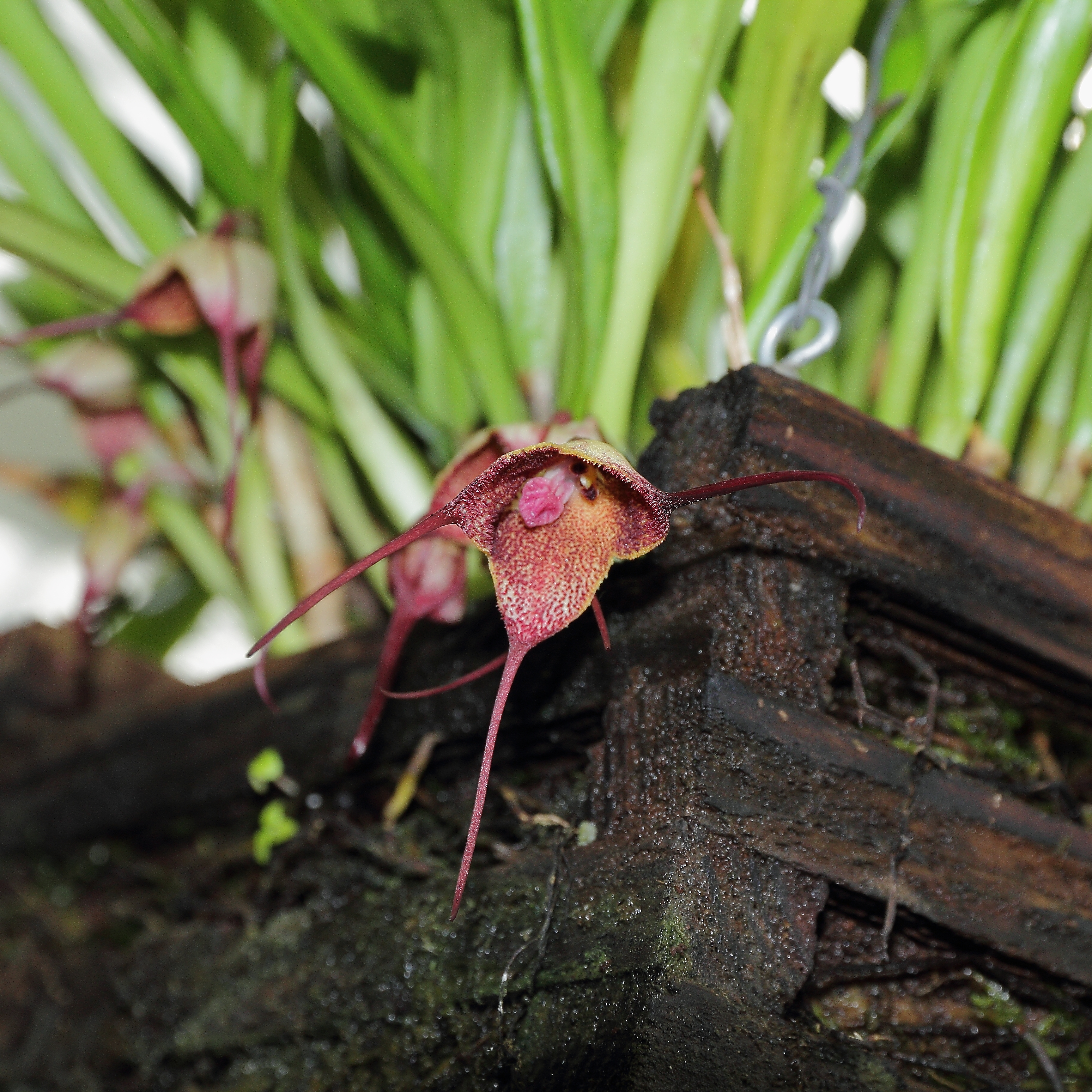
Vista de la planta

## Descripción
Es una orquídea de tamaño pequeño, con hábito de epifita y con ramicaules erguidos, envueltos basalmente por 2-3 vainas sueltas, tubulares y llevando una sola hoja, apical, erecta, delgadamente coriácea, carinada, muy estrechamente obovada a lineal, aguda,  por debajo  conduplicada, indistinta, con la base peciolada. Florece en la primavera y el verano en una inflorescencia robusta, de color púrpura, con ligereza, con sucesivamente pocas flores, horizontal ascendente, de 10 a 14 cm de largo, inflorescencia racemosa derivada de la parte baja del ramicaule y llevando unas pocas brácteas, así como tubulares brácteas florales.

## Distribución y hábitat
Se encuentra en Colombia en la cordillera oriental en el departamento de Boyacá en los bosques nubosos en las elevaciones de 2200 a 2600 metros .  

## Taxonomía
Dracula diabola fue descrita por Luer & R.Escobar y publicado en Orquideología; Revista de la Sociedad Colombiana de Orquideología 13: 124. 1979.
Etimología
Dracula: nombre genérico que deriva del latín y significa: "pequeño dragón", haciendo referencia al extraño aspecto que presenta con dos largas espuelas que salen de los sépalos.
diabola; epíteto latíno que significa "demoníaca".